# Тэйлор, Хаунд Дог
Хаунд Дог Тэйлор (англ. Hound Dog Taylor; настоящее имя Теодор Рузвельт Тэйлор, англ. Theodore Roosevelt Taylor; 12 апреля 1915, Натчез, Миссисипи, США — 17 декабря 1975, Чикаго, Иллинойс, США) — американский блюзовой гитарист, певец, автор песен.
Хаунд-Дог Тэйлор входит в пятёрку лучших слайд-гитаристов Чикаго — и блюза вообще . Он, наряду с Элмором Джеймсом, Робертом Найтхоуком, Мадди Уотерсом и Джеем Би Хатто, сочетает в себе «дикий» и хаотичный дельта-блюз и городской чикагский блюз. Влияние Хаунд-Дог Тэйлора ощущается в творчестве многих исполнителей блюза, как: Джорджа Торогуда, Сонни Ландрета, Вернона Рида, Сона Силса и других.
В 1984 году имя Хаунд-Дога Тэйлора торжественно внесено в Зал славы блюза.

## Биография

### Детство и юность
Теодор Рузвельт Тэйлор, названный так в честь президента Теодора Рузвельта, родился в штате Миссисипи в семье фермера Роберта Тэйлора и Делл Херрон с физическим недостатком: у него было по шесть пальцев на каждой руке. Детство у него не было счастливым — когда Тэйлору исполнилось 9 лет, отчим собрал его вещи в сумку и выгнал пасынка из своего дома, что и заставило его некоторое время жить со старшей сестрой.
Ещё с самого детства Тэйлор учился играть на пианино. Первую свою гитару он приобрёл в юности, однако серьёзно учиться игре начал лишь в 21 год. Днём Теодор работал на ферме, а вечером играл на гитаре или на пианино в клубах и на вечеринках по всей дельте Миссисипи. Несколько раз его приглашали принять участие в известном радио-шоу KFFA King Biscuit Flour в Вест-Хелена, Арканзас, где он играл с легендарными блюзменами Робертом Локвудом и Сонни Бой Уильямсоном II. В 1942 на Тэйлора осуществлено нападение расистской террористической организации Ку-Клукс-Клан из-за того, что он встречался с белой девушкой: остаток того дня он скрывался в дренажной канаве, — а на следующий день бежал в Чикаго, чтобы никогда больше в жизни в те земли не возвращаться.
Первые 15 лет в «городе ветров» Тэйлор работал на фабрике, мастерил телевизионные приёмники, а в свободное от работы время играл в барах гетто. Там он решил начать музыкальную карьеру, став блюзменом. Тогда же он изменил свой стиль игры: начал использовать технику слайда, где плавный переход от звука к звуку осуществляется благодаря прижиманию к струнам металлической пластины или горлышка бутылки. Несомненно, на такие изменения его вдохновила игра популярного слайд-гитариста Элмора Джеймса.
В те годы Тэйлор концертировал по всему городу и снискал благосклонность многих поклонников блюза, став местным любимцем. Примерно в это время он получил прозвище «Хаунд-Дог» (англ. hound dog — «гончий пёс», «охотник»). Однажды Тэйлор сидел в клубе, не сводя глаз с двух леди, и его друг, заметив это, назвал его «охотником», поскольку, по мнению второго, Тэйлор постоянно «охотился» на женщин. Прозвище прижилось. Однажды вечером, будучи пьян, Тэйлор взял лезвие от бритвы и отрезал шестой палец на правой руке.

### Hound Dog Taylor and the Houserockers
Хаунд-Дог начал постепенно подбирать музыкантов для собственной группы. В 1959 во время выступления в Вест-Сайде, Тэйлор познакомился с уроженцем Миссисипи гитаристом Брюэром Филлипсом, с которым играл впервые вместе: оба быстро стали друзьями — и создали группу «Hound Dog Taylor and the Houserockers», к которой присоединился ударник Леви Уоррен. В 1960 Хаунд-Дог записал первый сингл «Baby Is Coming Home» / «Take Five» на лейбле «Bea & Baby Records» — однако за пределами Чикаго успеха не имел. В 1961 Фредди Кинг прославился благодаря инструментальной композиции «Hideaway», который заключил, взяв за основу услышанную песню Тэйлора в ночном клубе. В 1962 студия Firma Records выпустила второй сингл Тэйлора «Christine» / «Alley Music», а следующий сингл «Watch Out» / «Down Home» вышел после пятилетнего перерыва, в 1967 на лейбле «Checker». Как и первый сингл, эти записи успеха не имели.
В 1965 году Леви Воррена заменил новый ударник Тед Харви. Харви и Тэйлор впервые познакомились в 1955 году, когда Тед играл вместе с Элмором Джеймсом; встретившись во второй раз на похоронах Джеймса в 1963 — после разговора с Тэйлором Тед решил присоединиться к «Hound Dog Taylor and the Houserockers». Таким образом в состав группы входили лишь три музыканта: Хаунд-Дог — гитара и вокал, Филлипс — бас-гитара (иногда играл на второй электрогитаре) и Тед — ударные. Поскольку Тэйлор был действительно одарённым слайд-гитаристом и боготворил играть «вживую», «The Houserockers» никогда не проводили репетиций перед выступлениями. Перед любым выступлением, Хаунд-Дог по традиции позволял себе один глоток виски, затем кружку пива: только после такого «ритуала» был готов играть. Так же и с участниками группы: начинали играть только выпив, любили выпить. Свой концерт Тэйлор начинал, как правило, с фразы: «Hey, let’s have some fun» (Эй, давайте немного повеселимся!). Группа обычно играла почти всю ночь — шести- или семичасовые выступления были нормой. В 1960-х Хаунд-Дог чаще всего выступал в баре «Флоренс-лаундж» в чикагской районе Саут-Сайд.

### Сотрудничество с Alligator Records
В 1969 году Тэйлор познакомился с будущим продюсером Брюсом Иглауэром, человеком, на которого очень сильное впечатление произвёл талант музыканта. Иглауэр впервые заметил Тэйлора в ночном клубе «Eddie Shaw’s», где Хаунд-Дог выступал с другими блюзменами. Однако Иглауэру не случилось услышать игру Тэйлора вместе с «The Houserockers». И лишь через год, приехав в Чикаго, он наконец побывал на одном из выступлений группы. В то время «The Houserockers» получали мизерную зарплату: всего 45 долларов за каждый выступление. Иглауэр окончательно пригласил «The Houserockers» в студию — и тщетно пытался убедить директора «Delmark Records» Боба Кестера подписать с Тэйлором договор. Впрочем, не договорившись с Кестером, Иглауэр, который унаследовал 2500 тысяч долларов[уточнить], основал собственную студию звукозаписи и самостоятельно выпускал пластинки Хаунд-Дога: так и образовался новый лейбл Alligator Records.
Весной 1971 года началась работа над дебютным альбомом «Houserockers» в Чикагский студии «Sound Studios». Хаунд-Дог играл на японской электрогитаре, которую он приобрёл за 30 долларов, а также использовал усилители фирмы «Sears Roebuck». Не прошло и года, как альбом, выпущенный под названием «Hound Dog Taylor and the HouseRockers», стал одним из наиболее продаваемых блюзовых записей на независимом лейбле: только в первый год было продано 9000 копий. Альбом состоял из 12 композиций: восемь из них написал сам Тэйлор, три позаимствовал у своего кумира, легенды чикагского блюза Элмора Джеймса («Held My Baby Last Night», «Wild About You, Baby», «It Hurts Me Too») и одна песня была народной («44 Blues»). Популярность Тэйлору принесла песня «Give Me Back My Wig», кавер-версию которой записали немало музыкантов, каждый в своей манере. Наиболее известны версии Стиви Рэй Вона и Лютера Эллисона.
Альбом «Hound Dog Taylor and the Houserockers» принёс Хаунд-Догу широкую известность среди слушателей. Почти сразу после выпуска пластинки группа отправился в первое турне по стране, а затем пригласили его выступить в Австралии и Новой Зеландии вместе с Фредди Кингом, Сонни Терри и Брауном Макги. По мнению многих музыкальных критиков «Hound Dog Taylor and the Houserockers» — это один из лучших слайд-гитарных альбомов всех времён. Даже тогда свою традиционную концертную программу Тэйлор решил не изменять: продолжал петь те же песни и играть в том же стиле на своей дешёвой японской гитаре.
После выхода дебютного альбома на страницах известных и авторитетных музыкальных изданий (таких как «Rolling Stone» и «Guitar Player») — впервые начали появляться статьи о Хаунд-Доге Тэйлоре. А когда в 1973 вышел второй студийный альбом под названием «Natural Boogie» — слайд-гитара Тэйлора звучала увереннее и мощнее, чем когда-либо. Все 11 песен были записаны во время первой сессии в 1971 году в студии Sound Studios. В альбом, помимо собственных композиций Тэйлора, вошли кавер-версии двух песен Элмора Джеймса: динамичные гитарные буги «Hawaiian Boogie», «Talk To My Baby» и одна инструментальная работа Брюера Филлипса под названием «One More Time». В альбом вошла ещё одна из самых известных песен Тэйлора — «Sadie», которая, по словам продюсера Брюса Иглауэра, была первой песней написанной музыкантом. Среди других популярных композиций — «Take Five», которая вышла синглом ещё в 1960 году. Самому Тэйлору этот альбом понравился больше чем предыдущий. Он получил множество одобрительных отзывов, а музыкант закрепил славу одного из ведущих блюзменов не только Чикаго, но и всей страны.
У каждого, кто любит чикагский блюз, должен быть этот альбом.

### Последние годы жизни и смерть
С началом 1975 года — когда музыкант находился в зените славы и его записи продавались в большом количестве — Тэйлор решил записать живой альбом. В те времена, хотя Тэйлор и Филлипс дружили, они часто ссорились друг с другом, и порой эти ссоры перерастали в драки. Такая драка между Филлипсом и Хаунд-догом возникла в мае 1975 года, когда Филлипс с Соном Силсом заглянули в гости к Тэйлору. Филлипс обидел жену Тэйлора, и Хаунд-Дог, покинув комнату, впоследствии вернулся с винтовкой в руках. Целясь в диван, он дважды выстрелил в Филлипса — первая пуля попала ему в предплечье, а второй — в ногу гитариста. К счастью, Силз тут же выхватил оружие из рук Тэйлора, ранения оказались несерьёзными, и Филлипс быстро выздоровел. Однако здоровье самого Тэйлора, который был заядлым курильщиком, именно тогда значительно ухудшилось. В ноябре 1975 года Тэйлора госпитализировали из-за проблем с дыханием, а впоследствии у музыканта обнаружили рак лёгких.
В минуты перед смертью последняя просьба Тэйлора была выполнена: в больницу к нему пришёл Филлипс — и простил ему стрельбу, а на следующий день, 17 декабря, Тэйлор умер. Похоронили музыканта на кладбище Рествейл в городе Элсип, штат Иллинойс. На бронзовой надгробные плите Тэйлора изображена гитара и написана любимая фраза музыканта: «I’m Wit’cha, Baby …» («Я с тобой, милая…»).
В 1976 вышел живой альбом «Beware of the Dog», материал которого был записан во время двух концертов группы: 18 января 1974 года в Северо-западном университете в Эванстоне, штат Иллинойс и на выступлениях 22-24 ноября 1974 в клубе «Smiling Dog Saloon» в Кливленде, штат Огайо.
Некоторое время Брюер Филлипс и Тед Харви продолжали играть вместе, но впоследствии Филлипс решил начать сольную карьеру.

## Дискография

### Номерные альбомы
- 1971 — Hound Dog Taylor and the HouseRockers
- 1973 — Natural Boogie
- 1976 — Beware of the Dog
- 1982 — Genuine Houserocking Music
- 1994 — Freddie’s Blues
- 2004 — Release the Hound

### Сборники
- 1992 — Have Some Fun [live]
- 1992 — Live at Joe’s Place
- 1997 — Houserockin' Boogie
- 1997 — Live at Florence’s
- 1999 — Deluxe Edition
- 1999 — Live in Boston